# Schweiz aktuell

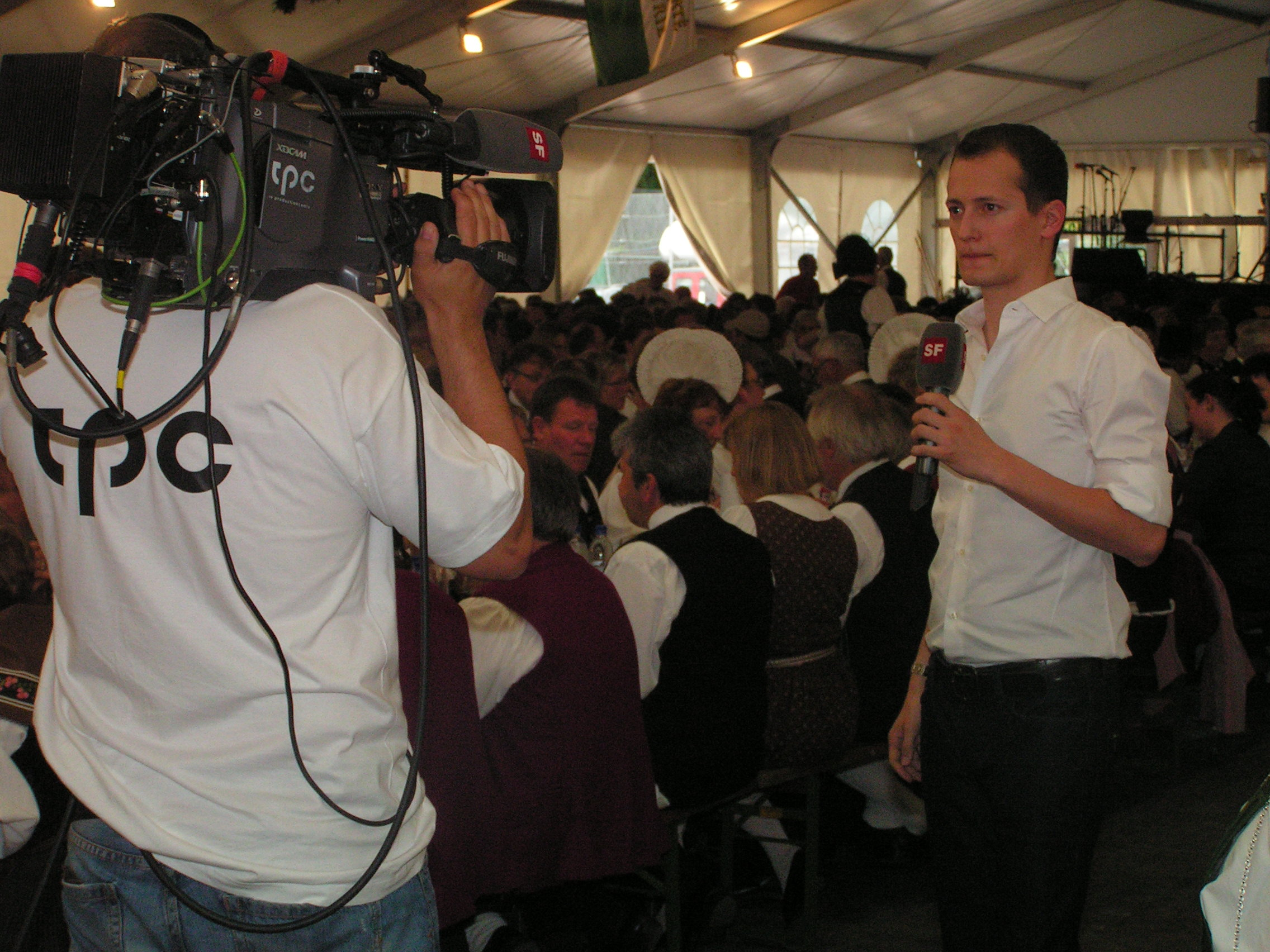
Moderator Michael Weinmann während einer Liveschaltung

Schweiz aktuell (von 1981 bis 20. August 1990 DRS aktuell) ist eine Nachrichtensendung vom Schweizer Radio und Fernsehen. Sie wird montags bis freitags um 19.00 Uhr auf SRF 1 ausgestrahlt. Die Sendung besteht vorwiegend aus Reportagen zu Ereignissen aus allen Regionen in der Schweiz und wird auf Schweizerdeutsch moderiert. Die früheren Sendungen auf diesem Sendeplatz waren Antenne, Bericht vor acht (1975–1977) und Blickpunkt (1977–1981).
In den Sondersendungen Schweiz aktuell extra wird zu besonders bedeutenden Themen berichtet, etwa nach Wahlen oder Abstimmungen. Dazu werden auch Interviewpartner eingeladen. Daneben werden immer wieder aufwändige Spezialsendungen, sogenannte «Schwerpunktwochen» (2013 etwa zur Jurafrage) und Reality-Sendungen wie Das Internat – Schule wie vor 50 Jahren oder Pfahlbauer von Pfyn produziert.
Fast alle Beiträge seit dem 3. Januar 2000 sind im Sendungsarchiv verfügbar.
Mit Stand Februar 2022 wird die Sendung abwechselnd von Sabine Dahinden Carrel, Michael Weinmann, Katharina Locher, Mario Torriani und Oceana Galmarini moderiert. Redaktionsleiter war ab April 2016 Basil Honegger, bevor er im Jahr 2018 durch Silvia Zwygart abgelöst wurde. Ab Ende März 2022 soll die Stelle durch eine Broadcast-Koordinatorin ersetzt werden, welche neben Schweiz aktuell auch für die Tagesschau und 10vor10 zuständig ist. Die bisherige Redaktionsleiterin der Tagesschau, Regula Messerli, wird die Stelle übernehmen.
Am 14. Dezember 2020 erhielten die Nachrichtensendungen im SRF, darunter auch Schweiz aktuell, ein neues Design. Sie sind künftig Teil der neuen Nachrichtenabteilung SRF news. Seit dem 6. April 2021 ist die Sendung auch in Gebärdensprache verfügbar.